# NEXT MY SELF
「NEXT MY SELF」是日本女子偶像歌手真野惠里菜的第13張單曲，於2012年12月12日由hachama发售。

## 概要
- 「NEXT MY SELF」是真野惠里菜的畢業單曲。
- 此單曲有4個版本，分別是「初回生産限定盤A」、「初回生産限定盤B」、和「初回生産限定盤C」「CD ONLY」。「初回生産限定盤A」和「初回生産限定盤B」收錄了「NEXT MY SELF」的PV和Making。
- 在12月24日於Oricon公信榜單曲週榜取得第8位。

## 收錄内容

### CD
1. NEXT MY SELF
（作詞・作曲：MIKOTO  編曲：鈴木俊介 ）
2. 青春彩虹（青春 レインボウ）
（作詞：MIKOTO  作曲：三浦徳子  編曲：木之下慶行 ）
3. NEXT MY SELF (Instrumental)

### DVD（初回生産限定盤A）
1. NEXT MY SELF（PV）
2. NEXT MY SELF（Close-up ver.）

### DVD（初回生産限定盤B）
1. NEXT MY SELF（PV）
2. NEXT MY SELF（Making）